# NGC 7608
NGC 7608 ist eine spiralförmige Radiogalaxie vom Hubble-Typ Sbc im Sternbild Pegasus am Nordsternhimmel. Sie ist schätzungsweise 164 Millionen Lichtjahre von der Milchstraße entfernt und hat einen Durchmesser von etwa 70.000 Lichtjahren. Vom Sonnensystem aus entfernt sich die Galaxie mit einer errechneten Radialgeschwindigkeit von näherungsweise 3.500 Kilometern pro Sekunde.
Sie ist ein Mitglied der 25 Galaxien umfassenden Lyons Groups of Galaxies LGG 473 um NGC 7619.
Das Objekt am 25. November 1864 vom deutschen Astronomen Albert Marth entdeckt.

## Galaktisches Umfeld
| Nr. | Galaxie          | Alternativname          | Rek           | Dek           | Distanz/asec |
| --- | ---------------- | ----------------------- | ------------- | ------------- | ------------ |
| →   | NGC 7608         | LEDA/PGC 71055          | 23h19m15.33s  | +08d21m00.5s  | 0            |
| 1   | LEDA/PGC 1344694 | 2MASX J23193750+0819595 | 23h19m37.51s  | +08d19m59.6s  | 335.00       |
| 2   | LEDA/PGC 71085   | UGC 12510               | 23h19m39.27s  | +08d15m53.7s  | 469.50       |
| 3   | LEDA/PGC 1342934 | 2MASX J23194722+0815259 | 23h19m47.21s  | +08d15m26.1s  | 579.25       |
| 4   | NGC 7615         | LEDA/PGC 71097          | 23h19m54.44s  | +08d23m57.9s  | 606.79       |
| 5   | LEDA/PGC 197669  | 2MASX J23194971+0811289 | 23h19m49.72s  | +08d11m28.6s  | 766.31       |
| 6   | IC 5309          | LEDA/PGC 71051          | 23h19m11.65s  | +08d06m33.5s  | 868.75       |
| 7   | LEDA/PGC 197665  | 2MASX J23191904+0806045 | 23h19m19.03s  | +08d06m04.5s  | 897.61       |
| 8   | NGC 7612         | LEDA/PGC 71089          | 23h19m44.20s  | +08d34m35.0s  | 920.10       |
| 9   | LEDA/PGC 71091   | NSA 151147              | 23h19m54.928s | +08d33m38.49s | 958.72       |
| 10  | LEDA/PGC 197667  | 2MASX J23193509+0836395 | 23h19m35.10s  | +08d36m39.9s  | 984.55       |
| 11  | LEDA/PGC 214939  | NSA 151138              | 23h19m37.08s  | +08d05m15.1s  | 997.97       |